# Colpo di fionda
Colpo di fionda (Kådisbellan) è un film del 1993 diretto da Åke Sandgren.

## Riconoscimenti
Guldbagge - 1994
Miglior film
Candidatura a migliore sceneggiatura a Åke Sandgren
Candidatura a migliore attrice a Basia Frydman
Candidatura a migliore fotografia a Göran Nilsson